# Claude-Gilles Gosselin
Pour les articles homonymes, voir Gosselin.
Claude-Gilles Gosselin (12 mars 1924 à East Angus, Québec - 18 août 2016 à Bishopton) est un commerçant d'animaux et un homme politique québécois. Il a été ministre des Terres et Forêts des gouvernements Johnson et Bertrand. 

## Biographie
Né à East Angus, il a fait ses études au couvent des Sœurs des Saints-Noms de Jésus et de Marie, au collège Saint-Louis-de-France à East Angus et à l'École des arts et métiers de Sherbrooke. Il a également servi dans les Forces armées canadiennes en 1942 et 1943.
Il a été élu pour la première fois à l'Assemblée nationale lors d'une élection partielle dans la circonscription de Compton, le 18 septembre 1957, sous la bannière de l'Union nationale. Il a été réélu à trois reprises (1960, 1962 et 1966). Du 16 juin 1966 au 12 mai 1970, il a exercé la fonction de ministre des Terres et Forêts sous les cabinets Johnson et Bertrand. Il a été défait par le candidat libéral Joseph-Omer Dionne lors des élections générales de 1970. A également été défait comme candidat progressiste-conservateur lors des élections fédérales de 1979 dans le comté de Mégantic-Compton-Stanstead.